# じねんじょうプロジェクト
一般社団法人じねんじょうプロジェクトとは、山口県周南市・湯野を拠点に日本原産種の自然生山芋(じねんじょう)の保全・栽培・研究を行い、それに伴う各種情報の開示・提供・共有によって、特産化システム・生産者交流・商品開発・ブランド創出・担い手育成・地域づくりの提案・指導を行う。

## 概要
2017年（平成29年）11月1日、法人申請及び認可。自生種のじねんじょうに関する情報の開示・発信。12月、自生種のじねんじょうの種芋販売事業をやまいもまつり有限会社より委託を受け業務を開始。2018年（平成30年）1月、中小企業庁「ふるさと名物応援事業補助金(JAPANブランド育成支援事業)」への取組を開始。

## 事業
- 山芋生産事業 - 天然自生種のじねんじょう（自然生）の採集、育苗、栽培、品種の保全。
- 種芋販売事業 - 種芋の販売。
- 情報提供関連事業 - じねんじょうの考察・調査・研究に関する情報、品種・品質に関する情報、生活文化における歴史的背景や食文化に関する情報、特産化や商品開発、地域振興への活用に関する情報。